# Corambe steinbergae
Corambe steinbergae (Lance, 1962) è un mollusco nudibranchio della famiglia Corambidae.
L'epiteto specifico è un omaggio alla malacologa statunitense Joan Emily Steinberg (1932 - ).

## Biologia
È entrata in competizione con il nudibranco Corambe pacifica, dedicandosi entrambe alla predazione esclusiva del briozoo Membranipora membranacea.

## Distribuzione e habitat
Molto diffusa nelle località marine costiere della costa ovest degli Stati Uniti d'America, dall'Alaska al Messico, in particolar modo quelle della California.